# Wolfsschlucht (Baden-Baden)
Die Wolfsschlucht ist eine felsige Schlucht unterhalb von Ebersteinburg in Baden-Württemberg. Sie liegt im Nordschwarzwald, nordöstlich des Sattels (372,5 m ü. NN), der zwischen dem Merkur im Süden und dem Ebersteinburger Schlossberg bzw. dem Battert im Norden liegt. Über den Sattel verläuft die Landesstraße L79a, die das Oostal bei Baden-Baden mit dem Murgtal bei Gaggenau-Selbach verbindet. Auch der Sattel und die Straßenverbindung, die Steigungen von bis zu 15 % aufweist, werden umgangssprachlich als Wolfsschlucht bezeichnet.
Die Wolfsschlucht ist ein Geotop und eines von sechs geologischen Naturdenkmälern des Stadtkreises Baden-Baden und durch einen Wanderweg erschlossen. Kurz unterhalb des Sattels fällt das Tal des Selbachs steil nach Osten hin ab. Auf etwa 360 m ü. NN treten Gesteinsformationen aus Oberem Rotliegend, Arkosen und Porphyrkonglomeraten aus dem Waldboden zu Tage, die aufgrund von Verkieselung imposante Felsen ausbilden. Weitere Felsformationen in der näheren Umgebung sind der Verbrannte Felsen wenige hundert Meter nordöstlich der Wolfsschlucht, die Engelskanzel und Teufelskanzel westlich der Passhöhe sowie die Battertfelsen.

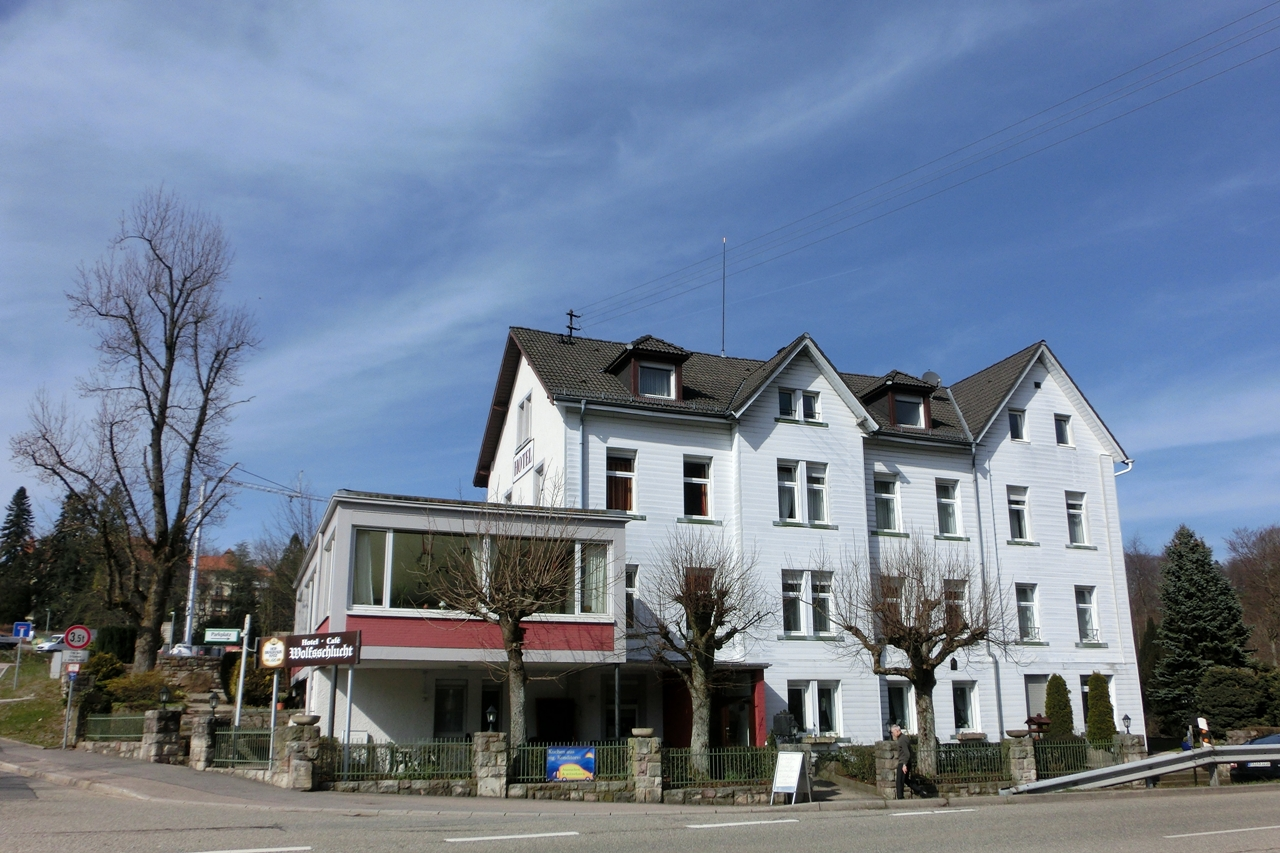
Hotel Wolfsschlucht an der Passhöhe der L79a

Vielfach wird vermutet, dass die Kulisse dem Komponisten Carl Maria von Weber als Vorlage für seine 1821 uraufgeführte Oper Der Freischütz diente. Da die Schlucht diesen Namen jedoch erst später erhielt, ist diese Hypothese umstritten. Allerdings soll Weber die Schlucht 1810 bei einem seiner Aufenthalte in Baden-Baden kennengelernt und zu dieser Zeit auch eine Sage namens „Die Wolfsschlucht“ gelesen haben. Auch andere gleichnamige Schluchten sollen Weber inspiriert haben, so etwa die Wolfschlucht bei Zwingenberg.